# Ганс Шпрингінклее
Ганс Шпри́нгінклее (нім. Hans Springinklee; між 1490 і 1495, Нюрнберг — бл. 1540) — німецький живописець і графік епохи Північного Відродження, учень і колега Альбрехта Дюрера.

## Біографія
Про життя Ганса Шпрингінклее збереглося дуже мало відомостей. Нез'ясованими залишаються як дата його народження, так і дата смерті. На основі опосередкованих даних науковці припускають, що він народився між 1490 і 1495 роками в Нюрнберзі, а помер після 1524, найпізніше близько 1540 року.
Перша письмова згадка його імені датується 1520 роком: в одному з розпоряджень Нюрнберської міської ради Шпрингінклее було доручено прикрасити приміщення Нюрнберзької фортеці у зв'язку із запланованим візитом до Нюрнберга Карла V Габсбурга.
1547 року нюрнберзький писар Йоганн Нойдорфер Старший залишив свідчення про те, що Шпрингінклее жив у будинку Дюрера, де він опанував фах художника і гравера. Найраніші гравюри Шпрингінклее датуються 1512 або 1513 роками. Проте після 1524 року жодних відомостей про нього не збереглося. Можливо у той час Шпрингінклее залишив Нюрнберг і переїхав у інше місто. У документі за 10 вересня 1527 року згадуються дві його дочки, залишені художником у Нюрнберзі. Як випливає з документа, три роки тому їх взяв під опіку місцевий мірошник, а батько Ганса Шпрингінклее, лимар Йорг Шпрингінклее платив мірошнику 3 гульдени за їхнє утримання. Ім'я зудожника відсутнє і в церковних книгах, проте астроном Йоганн Доппельмаєр свідчив 1730 року, що Ганс Шпрингінклее проживав у Нюрнберзі до 1540 року.

## Доробок
Графіка

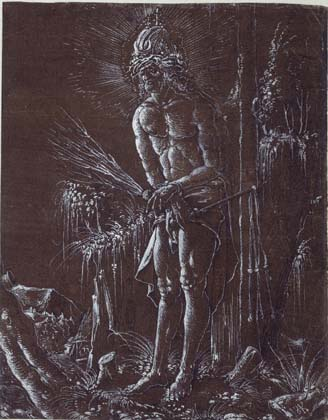
Ганс Шпрингінклее: «Чоловік страждань», бл. 1514

Як працівник майстерні Дюрера Шпрингінклее брав участь у роботі над гравюрами на честь імператора Максиміліана I (напр. Арка слави Максиміліана I)
Перша гравюра з його монограмою (HSK) «Чудо Святої Вільґефортіс» датується 1513 роком.
З 1516 року художник займався насамперед ілюструванням біблій, які друкував Антон Кобергер. Окрім біблій Кобрегер надрукував молитовник Hortulus animae (укр. Садок душі), для якої Шпрингінклее виготовив близько 100 гравюр.
Живопис

Про Шпрингінклее-живописця відомостей збереглося небагато. Відомо, що він малював вівтарі та картини для місцевих церков, наприклад вівтар Церкви Святих Петра і Павла в районі Поппенройт міста Фюрта. У Базельському художньому музеї зберігається його малюнок 1514 року «Чоловік страждань». У Нюрнберзькій фортеці збереглися окремі фрески пензля Шпрингінклее.